# Neil Genzlinger
Neil D. Genzlinger (* 1954) ist ein US-amerikanischer Filmkritiker und Journalist.

## Leben
Genzlinger war jahrelang als freier Journalist tätig und schrieb Literatur-, Theater- und Filmkritiken. Seit August 2011 ist er als Filmkritiker bei der New York Times angestellt.
Genzlinger ist einer von 86 Enkeln des US-amerikanischen Journalisten Donald Frank Rose.